# Немки (Новосибірська область)
Немки (рос. Немки) — селище у Здвінському районі Новосибірської області Російської Федерації.
Входить до складу муніципального утворення Новоросійська сільрада. Населення становить 58 осіб (2010).

## Історія
Згідно із законом від 2 червня 2004 року органом місцевого самоврядування є Новоросійська сільрада.

## Населення
| 1926 | 2002 | 2007 | 2010 |
| ---- | ---- | ---- | ---- |
| 206  | ↘75  | ↘62  | ↘58  |